# Expoziția Tinerimii artistice din anul 1911
Expoziția Tinerimii artistice din anul 1911 a fost cea de a unsprezecea manifestare expozițională a Societății Tinerimea artistică. Deschiderea ei s-a făcut în primăvara anului 1911 la Panorama Grivița din București și i-a avut ca principali actori pe Constantin Aricescu, Ipolit Strâmbulescu, Kimon Loghi, Ștefan Popescu, Arthur Verona, Nicolae Grant, Nicolae Vermont, Gheorghe Petrașcu, Frederic Storck, Dimitrie Paciurea și Oscar Späthe.

## Deschiderea manifestării
Sala mare a Panoramei Grivița avea trei lucrări de mari dimensiuni: Valea Oltului a lui Arthur Verona, cunoscută și sub numele de Masa lui Traian, un mare panou decorativ realizat de Kimon Loghi care-l înfățișa pe Făt-Ftumos desfăcând vraja care o ținea ferecată pe Ileana Cosânzeana în carapacea unei broaște țestoase și Portul Constanța a lui Nicolae Vermont în care se vedea întregul furnicar de oameni muncind pe la silozuri, bărci și remorchere plasate pe o mare al cărei albastru se pierde în depărtarea orizontului. În aceeași sală a fost expus și un portret realizat de Menelas Michel Simonidy. Au lipsit de la eveniment Ștefan Luchian și gravorul Gabriel Popescu.

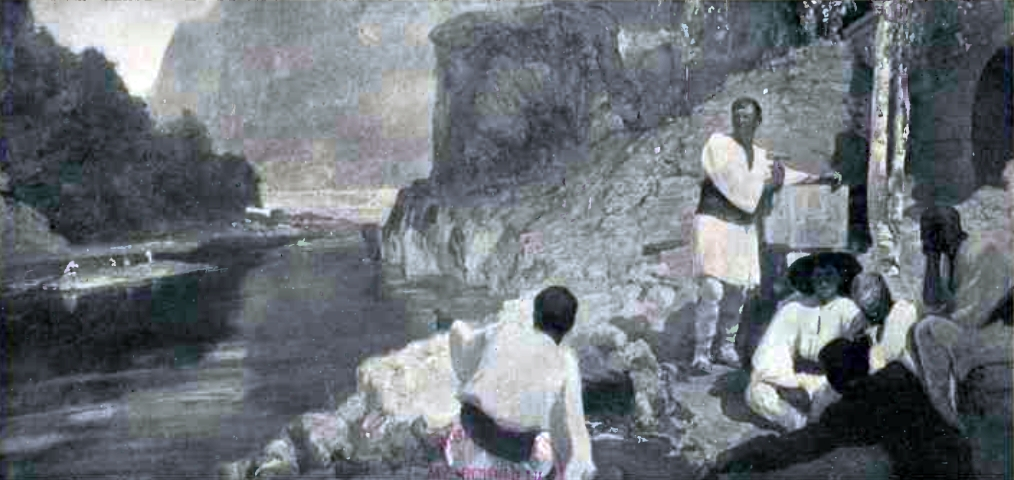
Masa lui Traian - de Arthur VeronaPoveste - de Kimon LoghiPortul Constanța - de Nicolae VermontIsus și Samariteana - de Arthur Verona

Din cronica de artă rezultă o organizare foarte reușită a evenimentului. Au participat următorii:
- Arthur Verona - cu cinci lucrări dintre care s-au remarcat Masa lui Traian și Interior de pădure.[1]
- Kimon Loghi - cu două tablouri din care un panou de mari dimensiuni cu Făt-Frumos și Ileana Cosânzeana.[2]
- Nicolae Vermont - cu nouă tablouri din care Portul Constanța, La ceai, La drum și alte lucrări de gen.[3]
- Menelaus Michael Simonidy - cu o singură lucrare - Portretul d-lui T.I.[3]
- Jean Alexandru Steriadi - cu patru lucrări - Portretul d-lui D.M.B., Casa părintească și două peisaje de la Cernavodă.[4]
- Constantin Aricescu - cu zece tablouri cu peisaje.[4]
- Ipolit Strâmbu - cu zece picturi, din care presa a pomenit de Femeie cosând, În umbră, Două prietene și două efecte de lampă.[4]
- Constantin Artachino - cu osingură lucrare intitulată Cochetărie.[4]
- Gheorghe Petrașcu - cu un număr mic de peisaje.[4]
- Ștefan Popescu - cu o singură lucrare de peisaj.[4]
- Alexandru Satmari - cu patru tablouri și un panou decorativ numit Porțile de fier.[4]
- Nicolae Mantu - cu patru lucrări cu cai.[4]
- Samuel Mutzner - cu patru picturi în ulei din care presa a menționat unul intitulat Catedrală și două peisaje cu efecte de soare.[5]
- Dimitrie Hârlescu - cu două studii cromatice.[5]
- Solomon Sanielevici - cu patru lucrări.[5]
- Oscar Obedeanu - cu Artilerie în marș și un interior de țară.[6]
- Constantin Gheorghiu - cu două peisaje.[7]
- Ary Murnu - cu șase acuarele.[7]
- George Mărculescu - cu patru tablouri cu interioare.[7]
- Pericle Capidan - cu patru interioare.[7]
- Jean Neylies - cu trei scene cu pescării și plugari.[7]
- Alexandru Poitevin-Scheletti - cu patru tablouri din care presa a menționat două - Sâmbăta morților la Dârvari și Iarna drum, lung.[7]
- Richard Canisius - cu trei lucrări.[8]
- pictorul francez Henry Martin - cu trei picturi pointiliste.[8]
- Francisc Șirato - cu scene pitorești din București, din piața de flori.[8]
- Camil Ressu - cu cinci scene rurale.[8]
- Iosif Iser - cu opt desene și caricaturi.[8]
- Arthur Segal - cu șase lucrări pointiliste.[8]
- Rodica Maniu - cu patru impresii de culoare[9]
- Eugenia Mantu (2), Elena Popeea (5), Alexandrina Biju (3)[9]
- Ionel Ioanid - cu cinci icoane.[9]
- Dumitru Leon Biju - cu trei desene.[9]
- Eduard Săulescu - cu două studii de interioare bisericești.[9]
- Gore Mircescu - cu Apus de soare.[9]
- Aristide Iliescu (3), Pavel Popescu (1), Petre Bulgăraș (2), Apcar Baltazar.[9]
- Frederic Storck - cu un portret din marmură.[9]
- G. Mănescu - cu patru exponate de sculptură în lemn.[9]
- Oscar Spathe - cu cinci busturi, statuete și portrete.[9]

## Galerie de sculptură

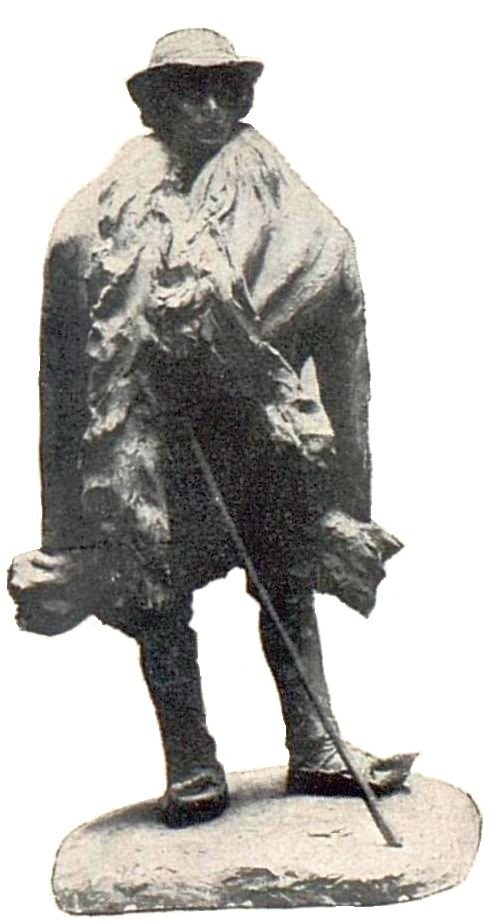
Cioban [ Dimitrie Mirea ]
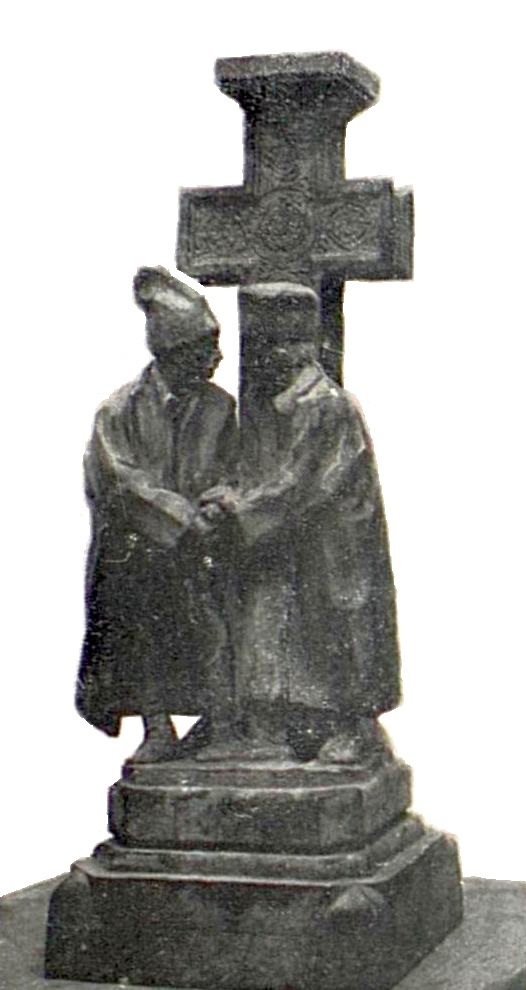
Proiect monument [ Oscar Spathe ]
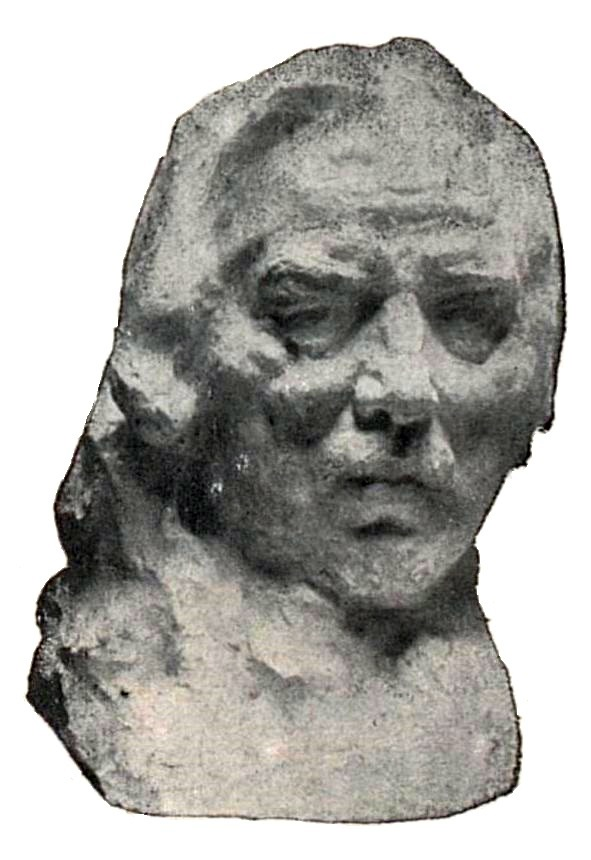
Cap de expresie [ Dimitrie Paciurea ]
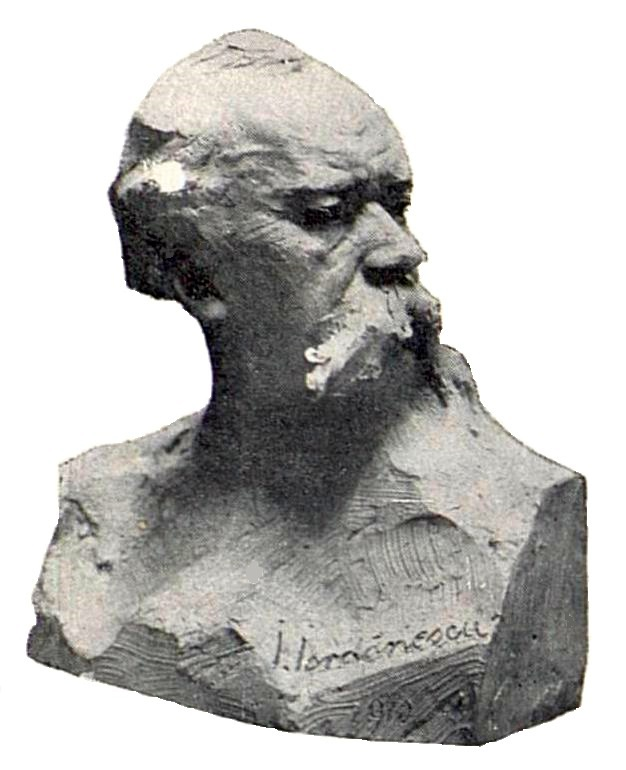
Cap de expresie [ Ioan Iordănescu ]
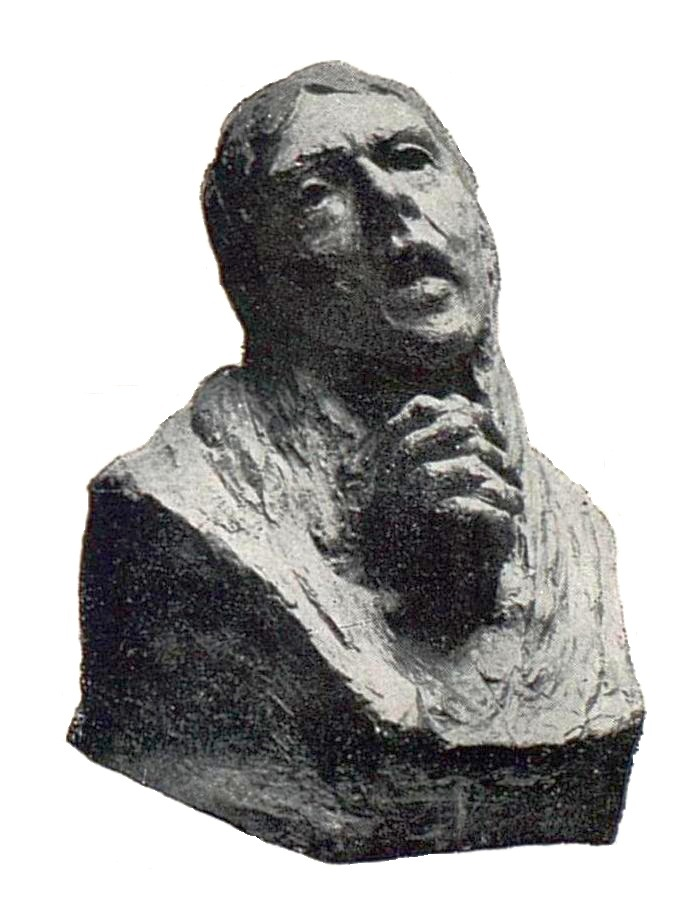
Bătrânul [ Ion Dumitriu ]
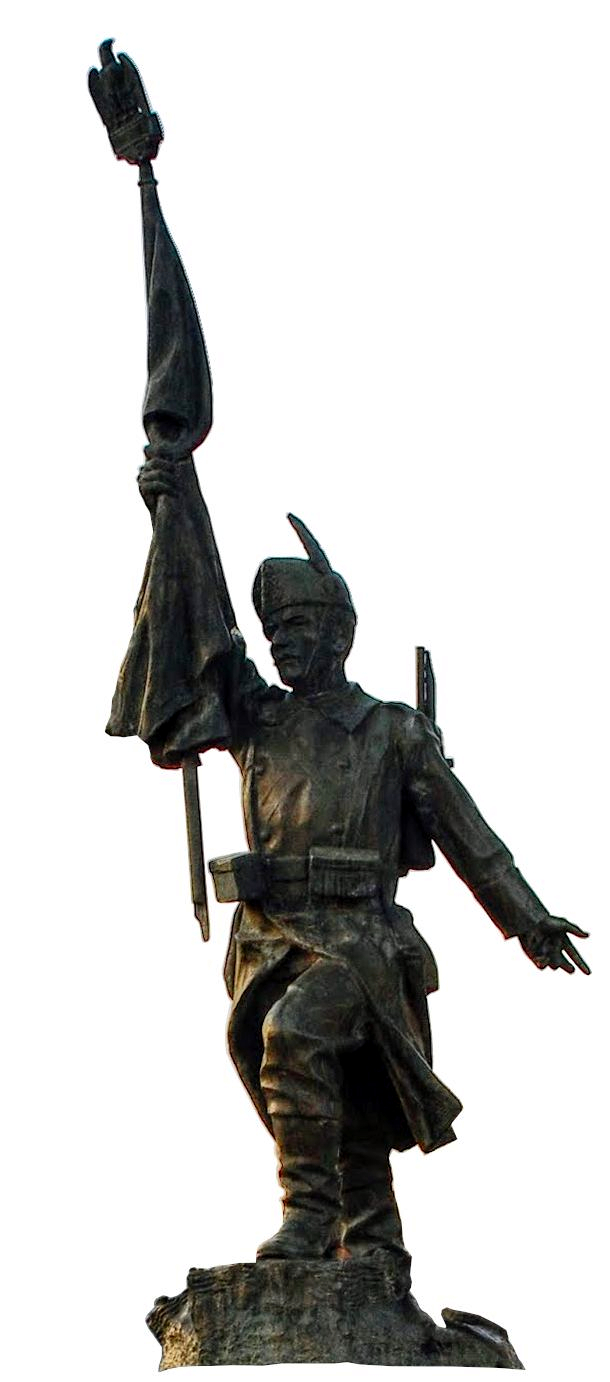
Dorobanț [ Frederic Storck ]
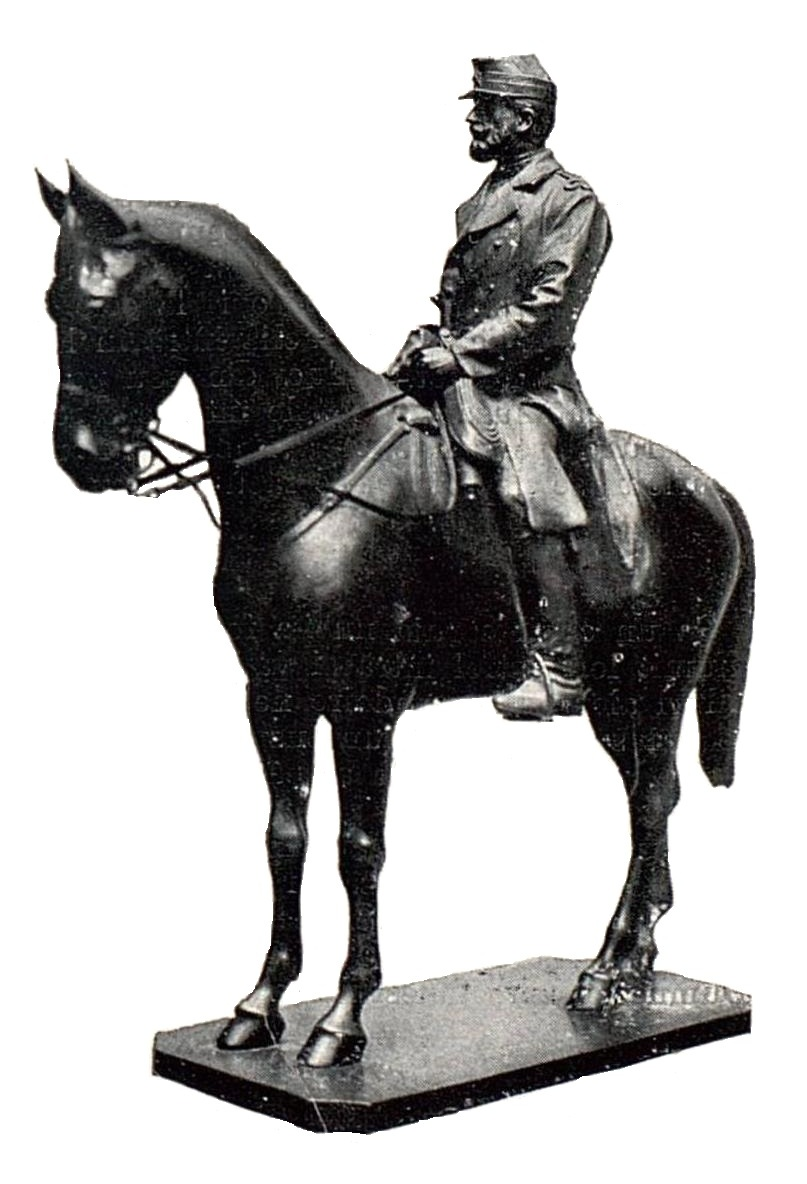
Regele Carol I [ Oscar Spathe ]

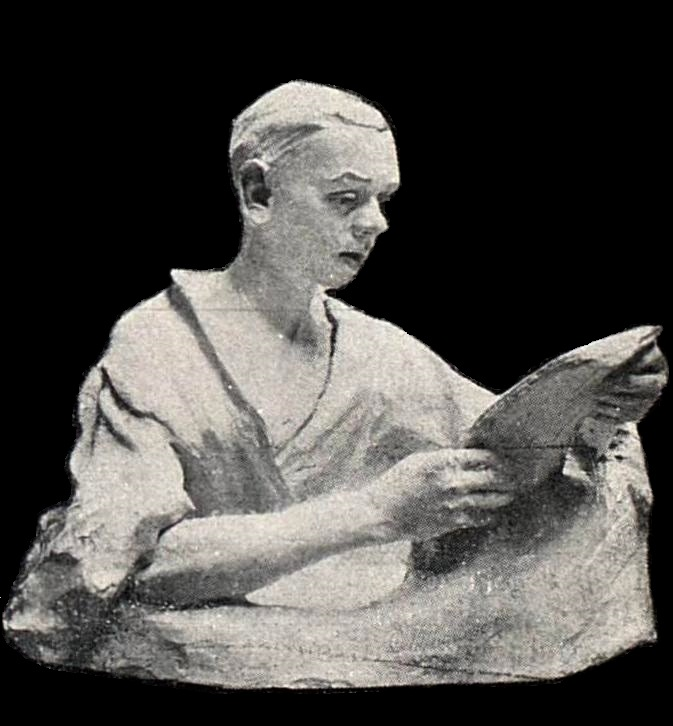
Studiu [ C. Mihăilescu ]
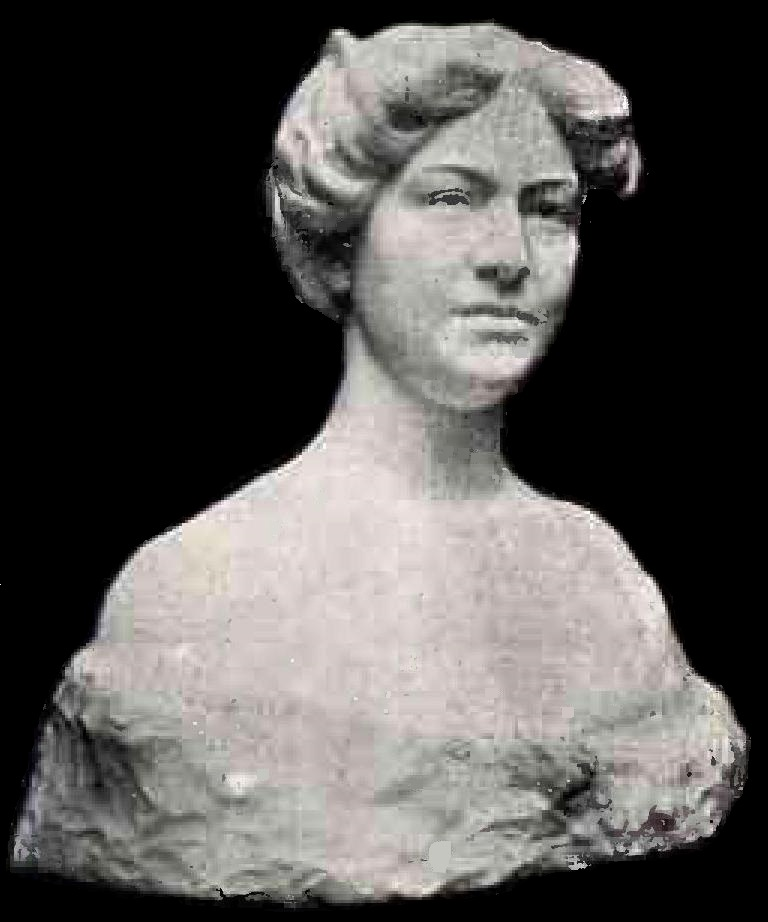
Portret [ Frederic Storck ]
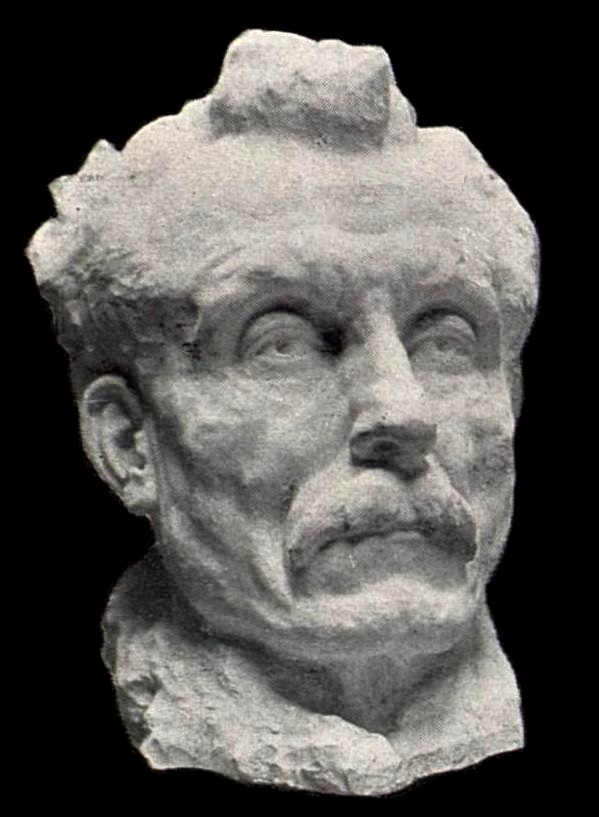
cap de expresie [ Dimitrie Paciurea ]
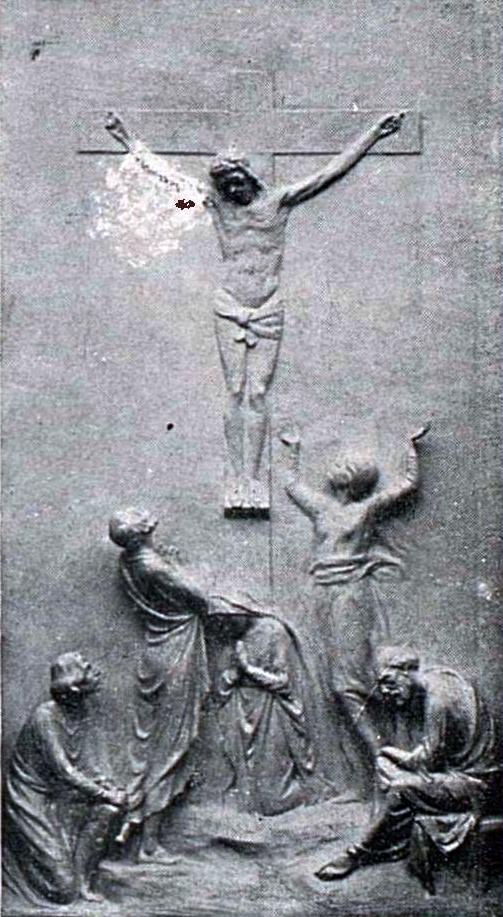
Răstignirea [ Oscar Spathe ]
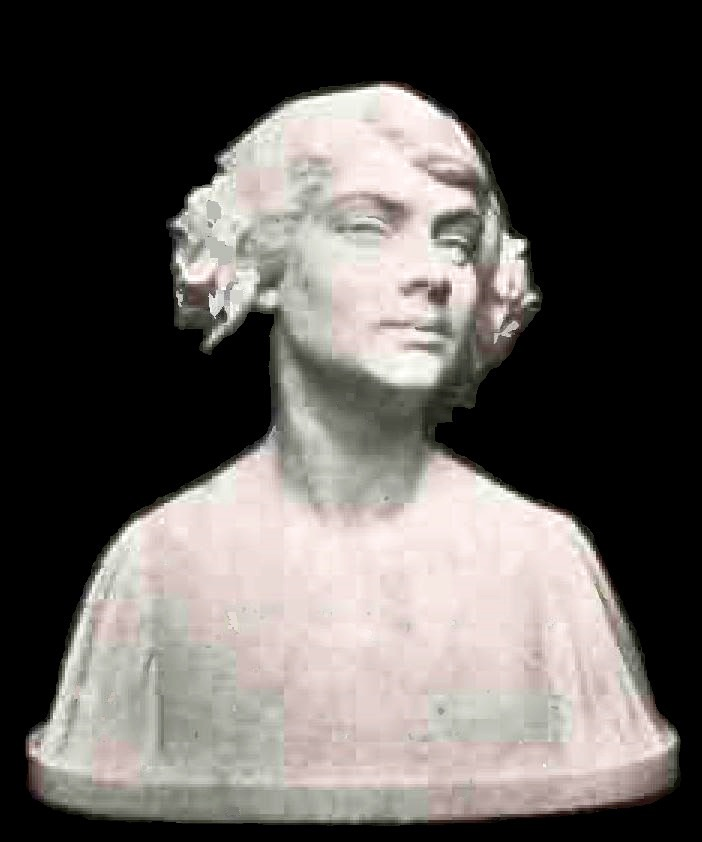
Cap de expresie [ Oscar Spathe ]
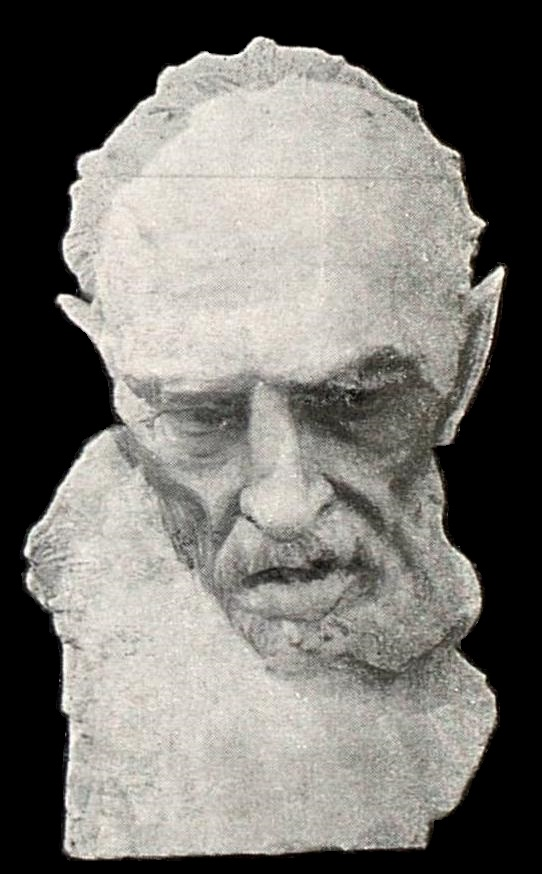
Satir [ Filip Marin ]
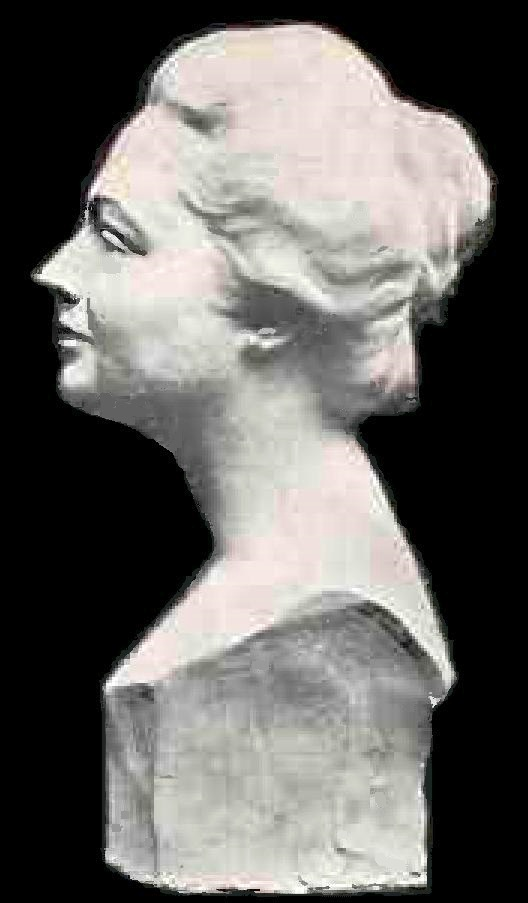
Portret [ Oscar Spathe ]

## Galerie de pictură

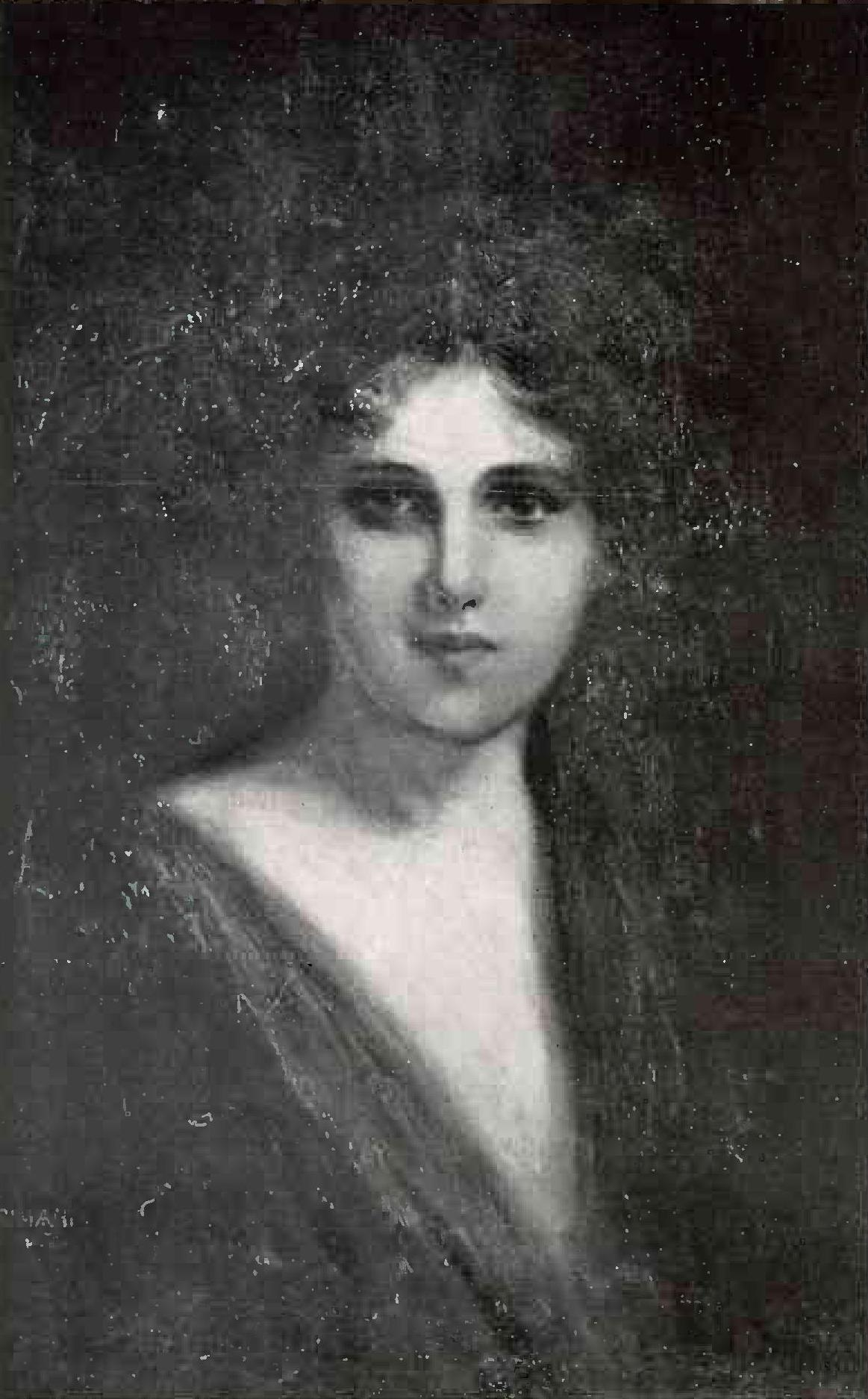
Nicolae Grimani
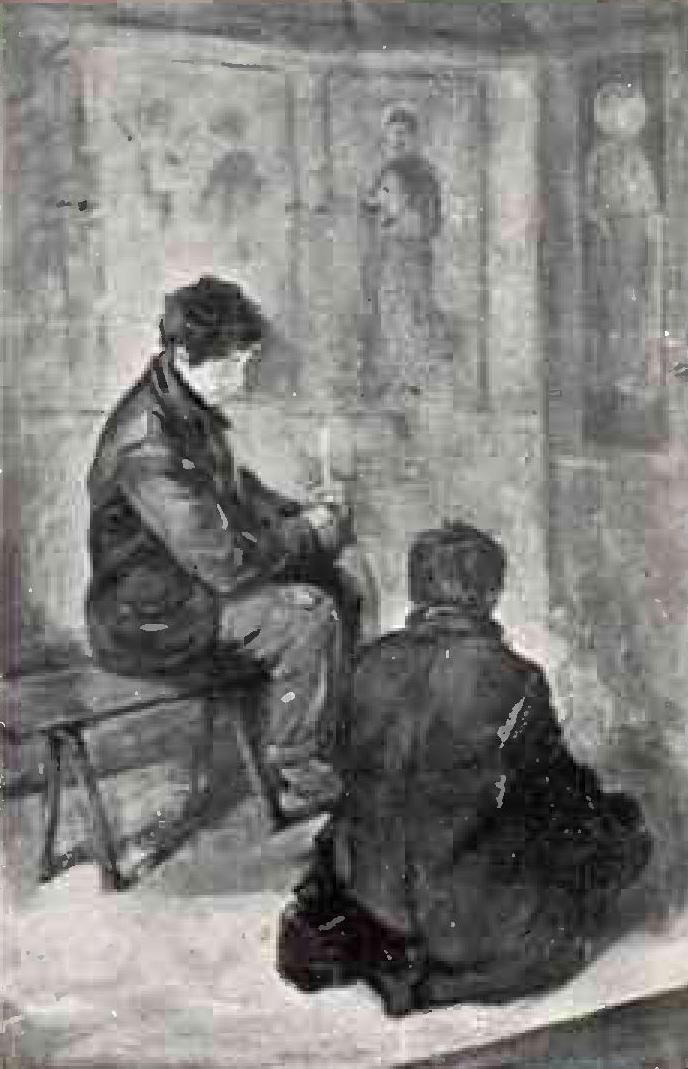
Pan Ioanid
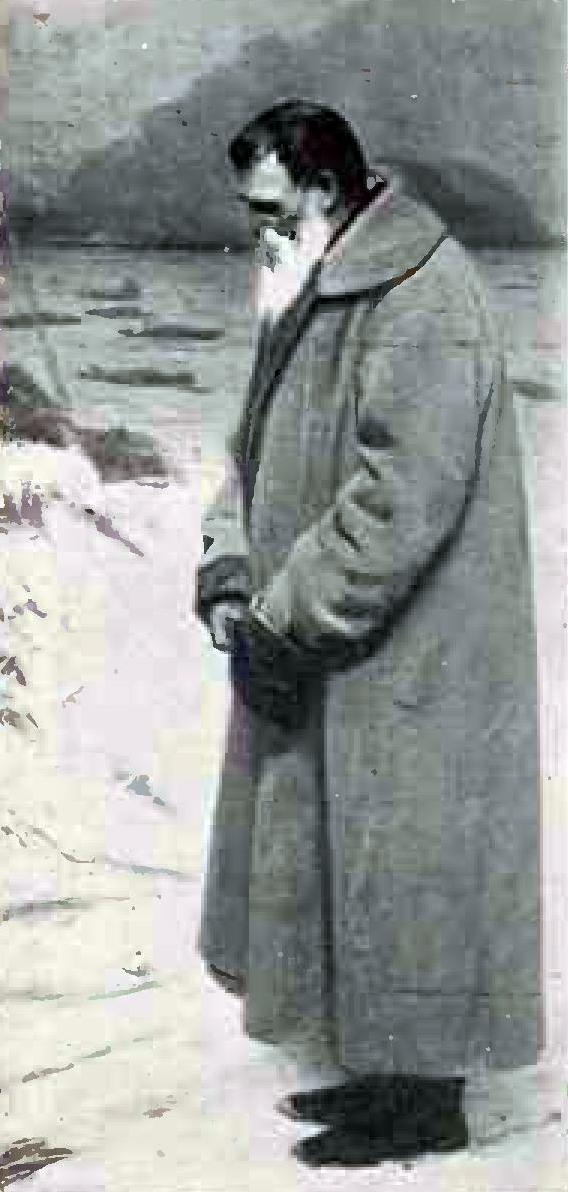
Popovici - Iași
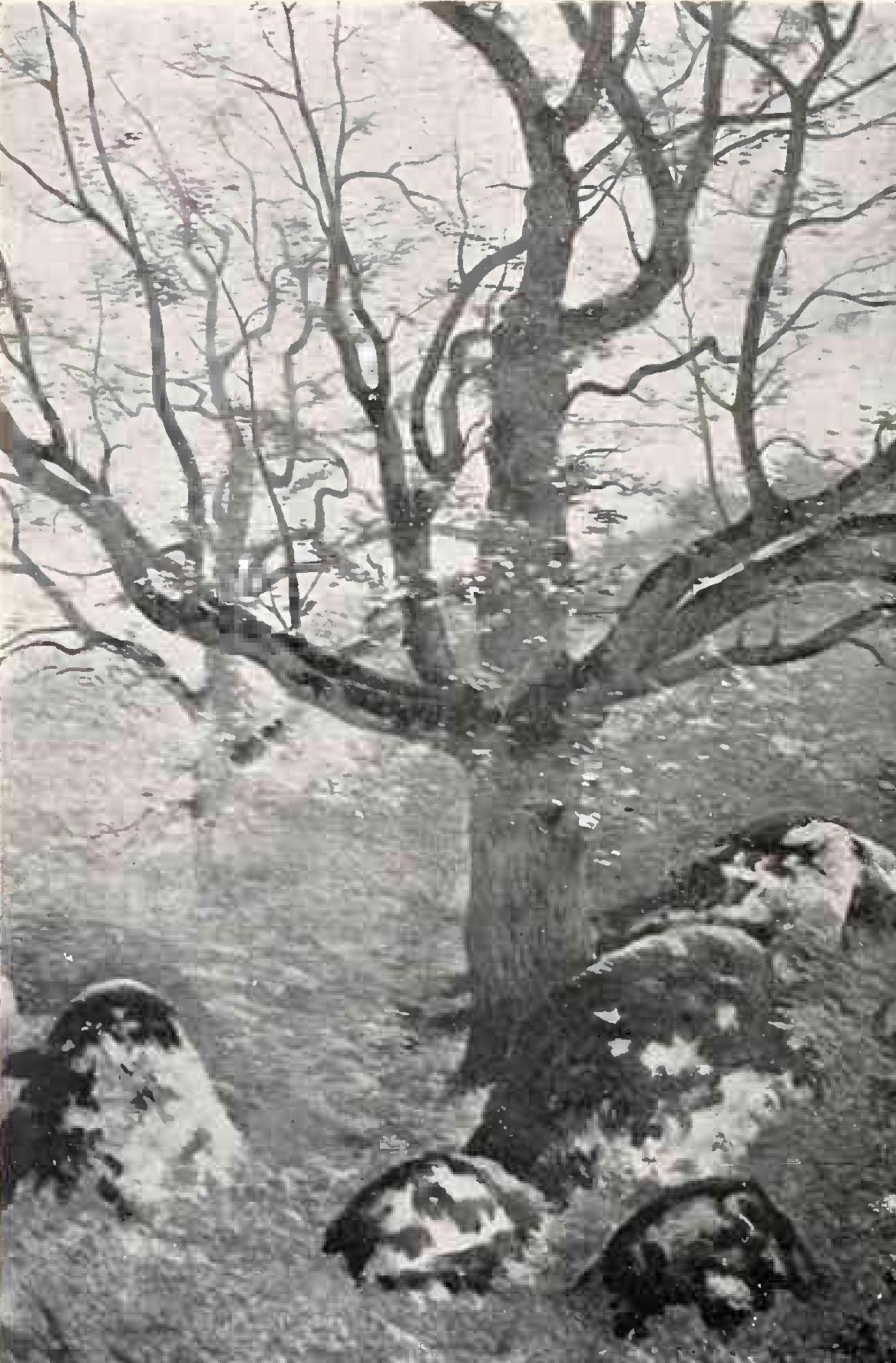
Titus Alexandrescu
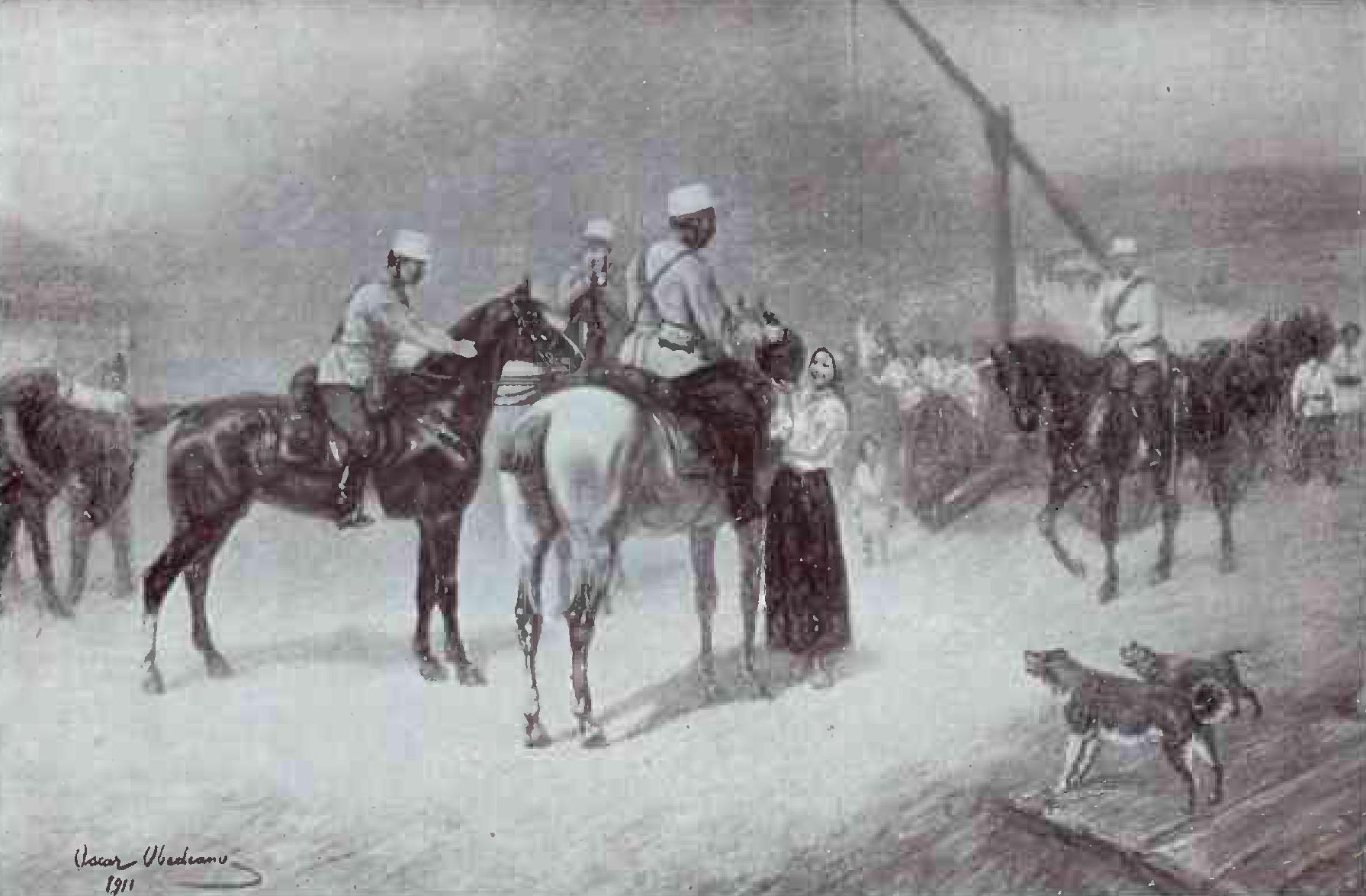
Oscar Obedeanu
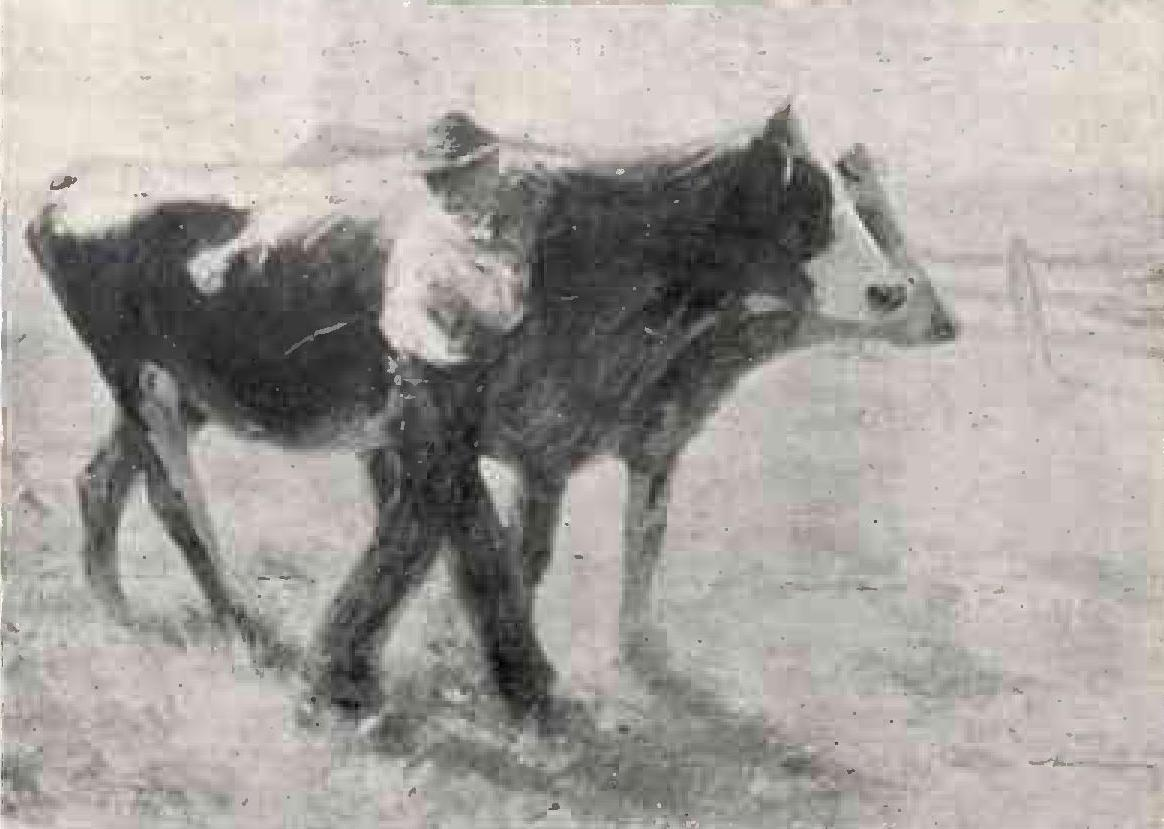
Nicolae Mantu
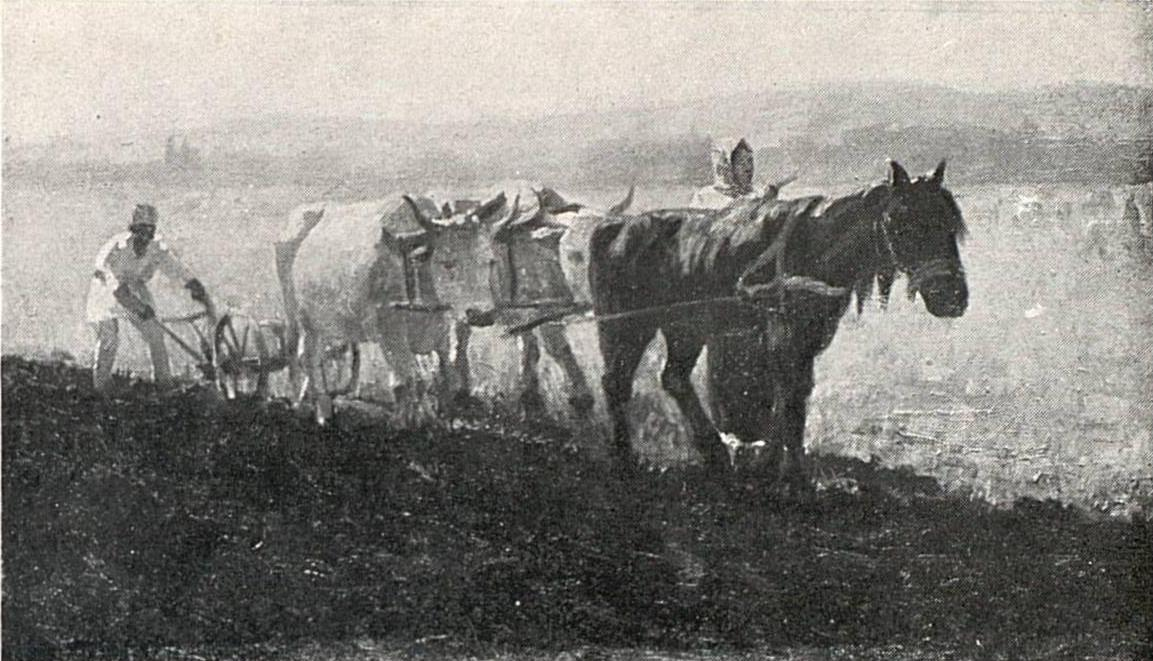
Neylies
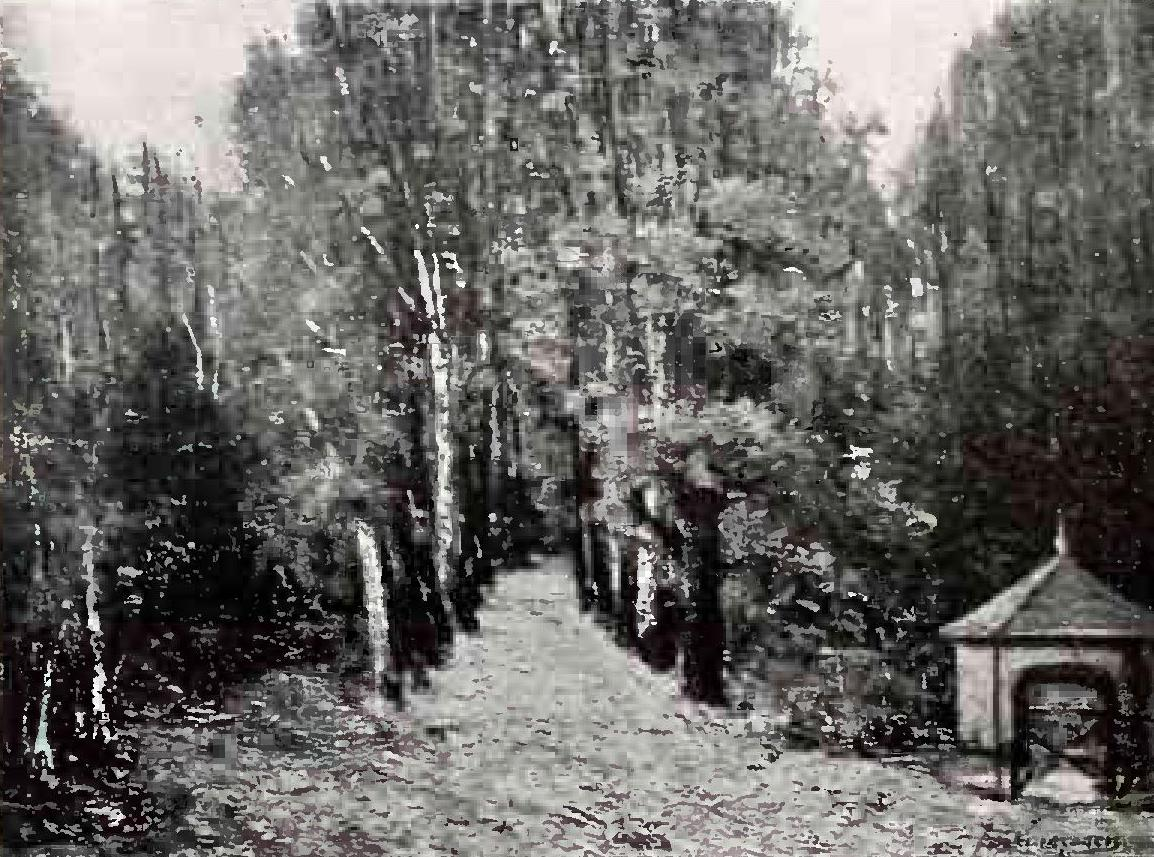
Voinescu-Ciau
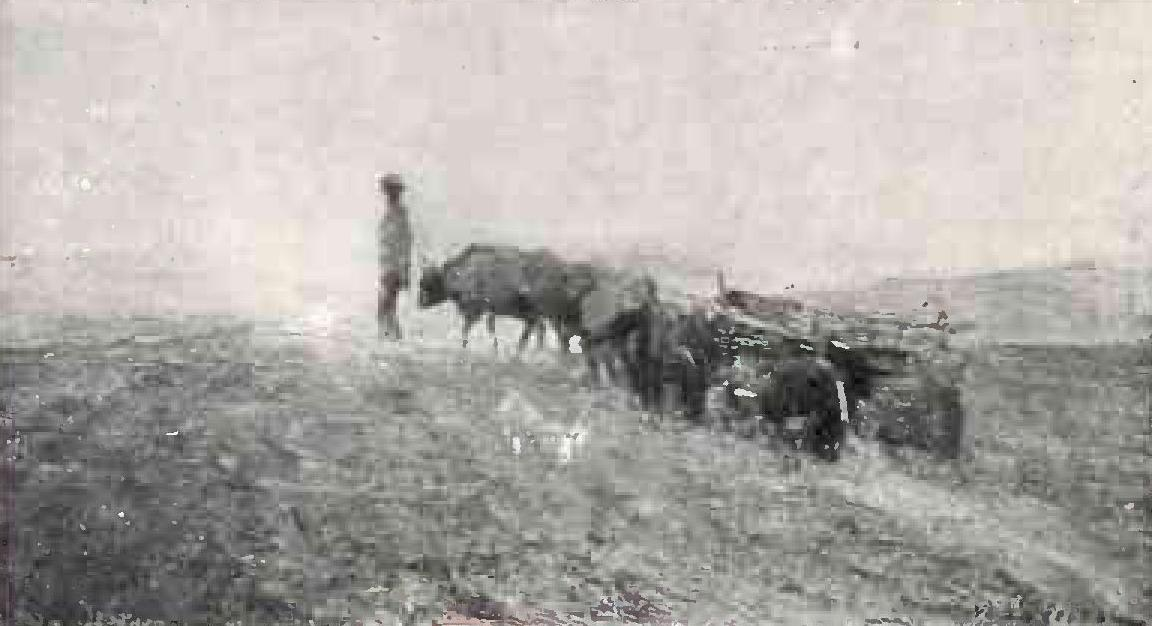
Gore Mircescu
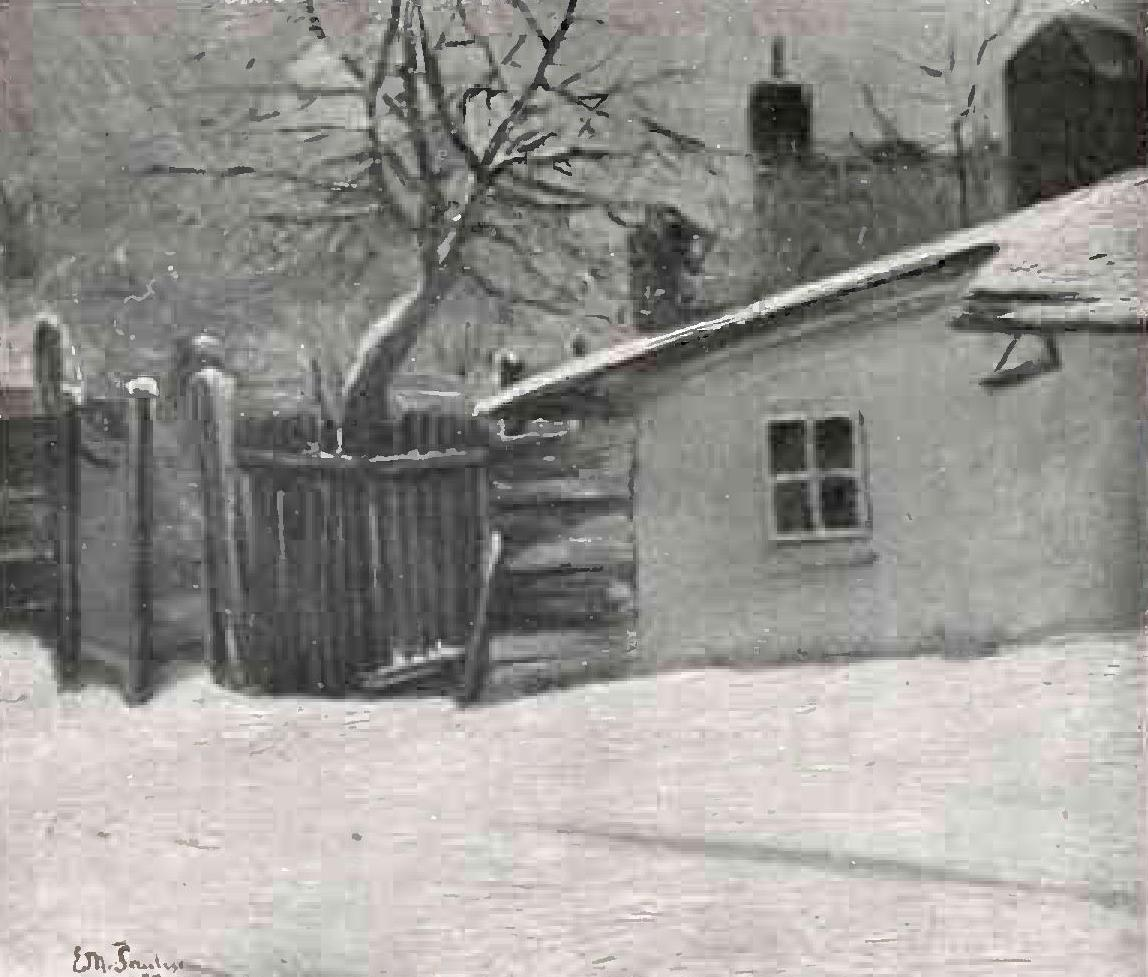
Ed. Săulescu
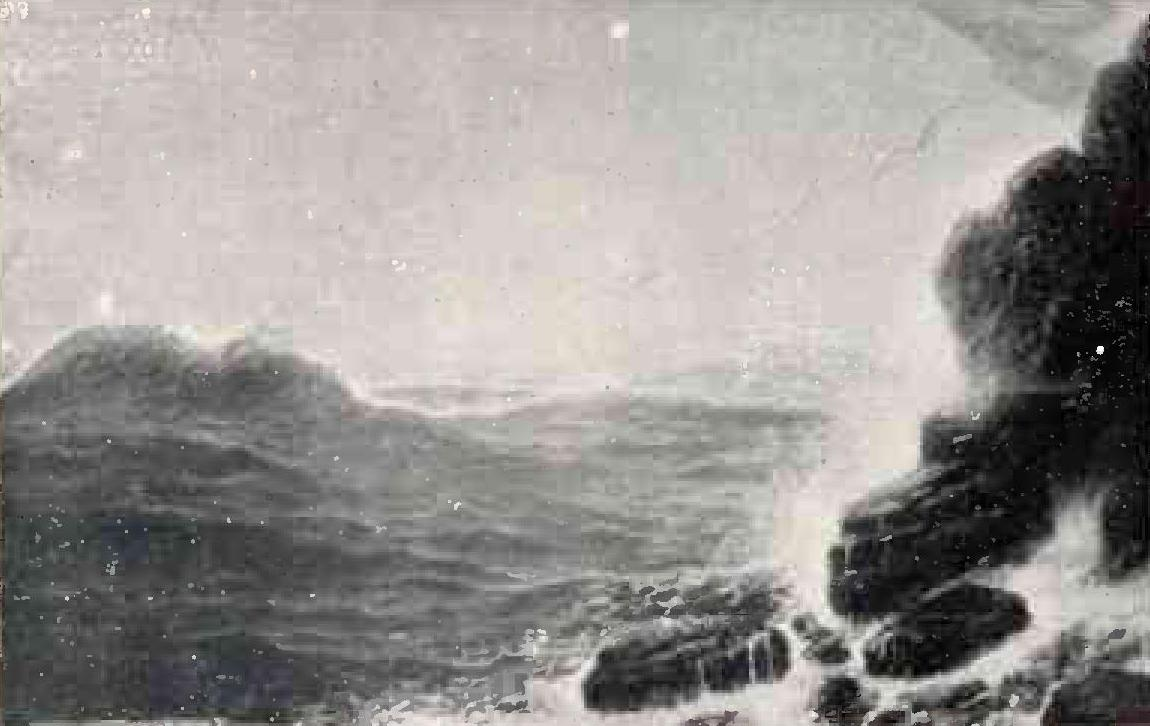
D. Florian
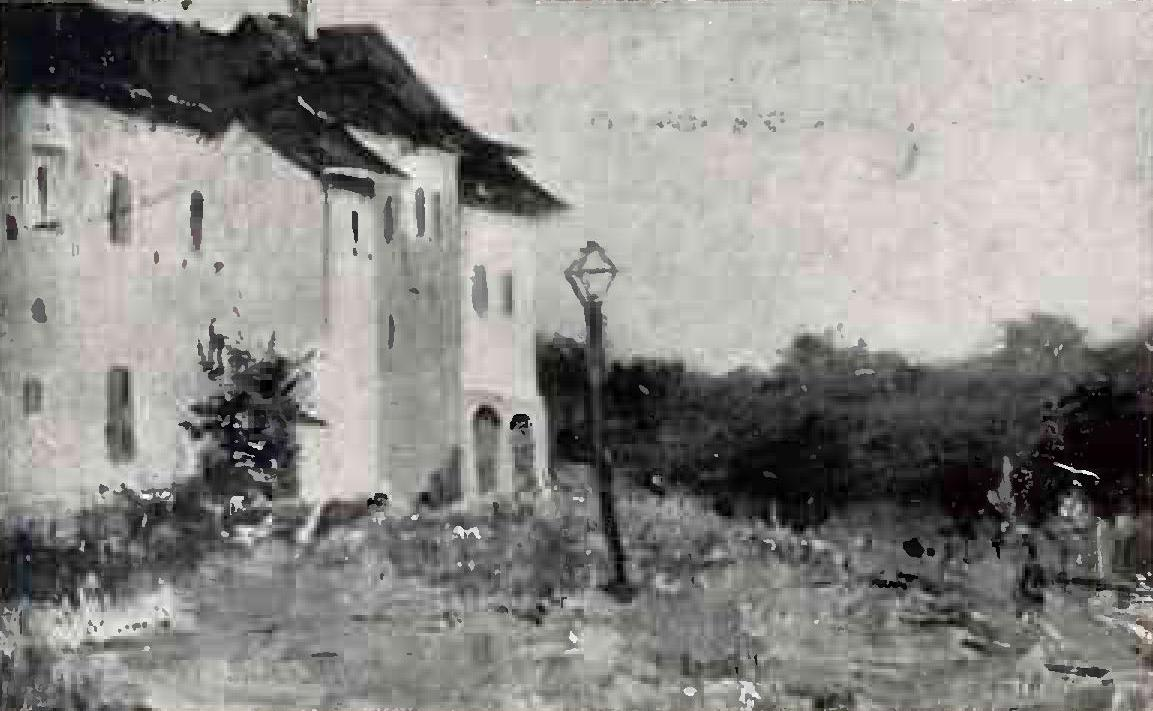
D. Mihăilescu
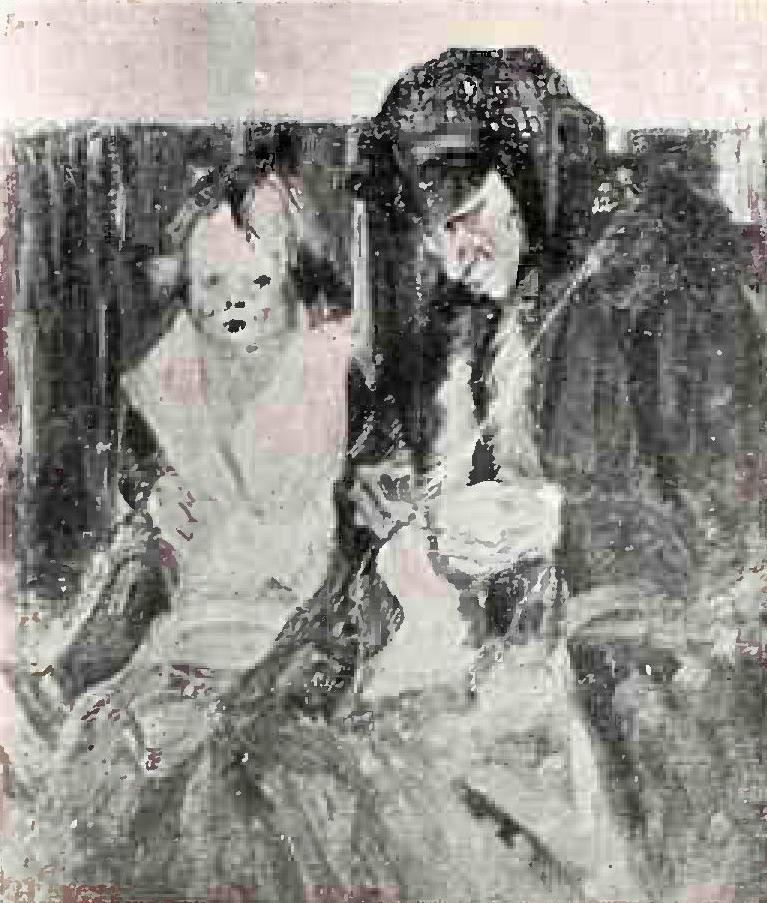
Dimitrie Hârlescu
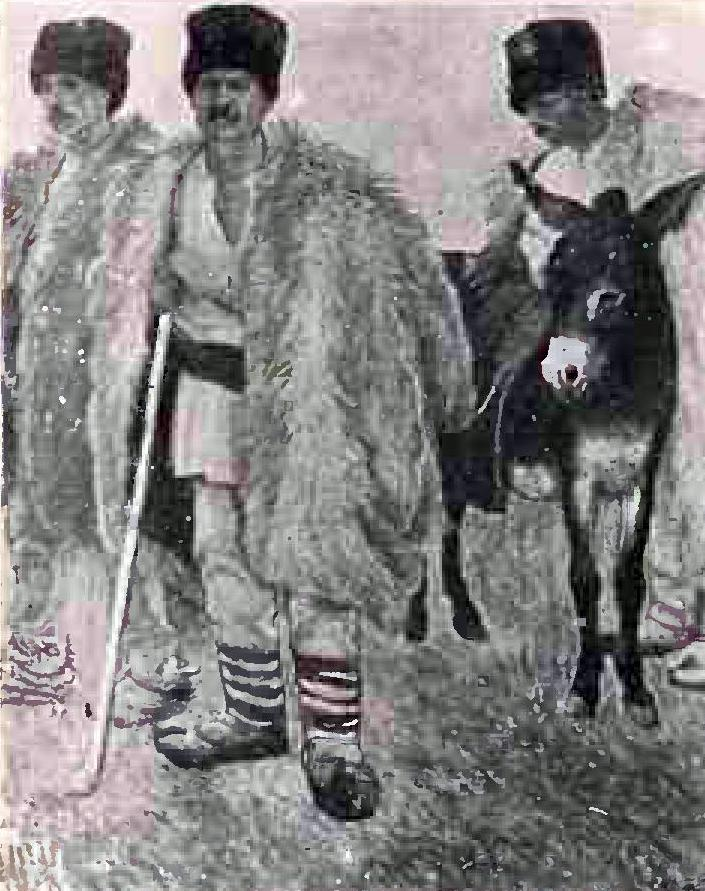
Camil Ressu
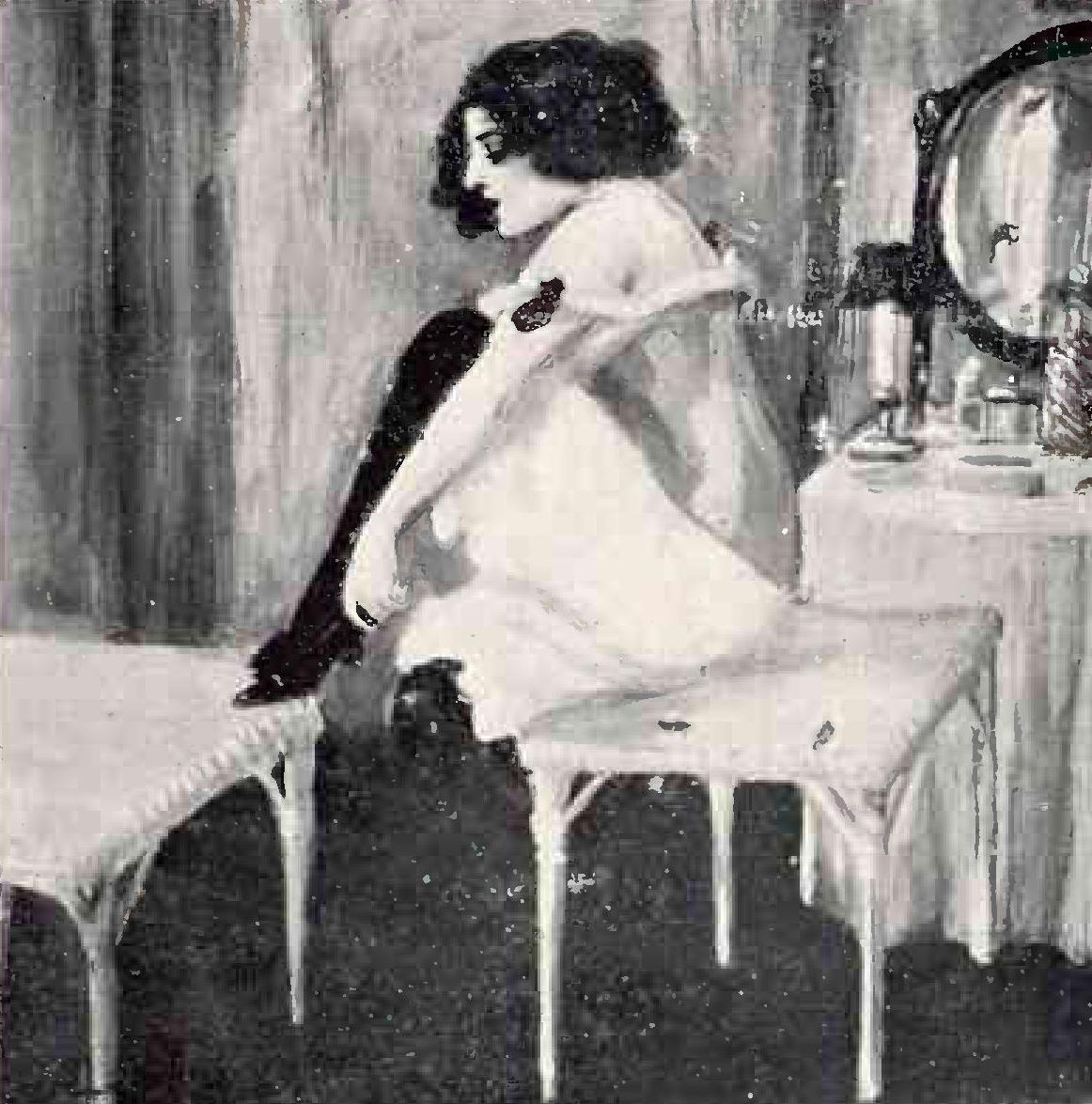
Ary Murnu
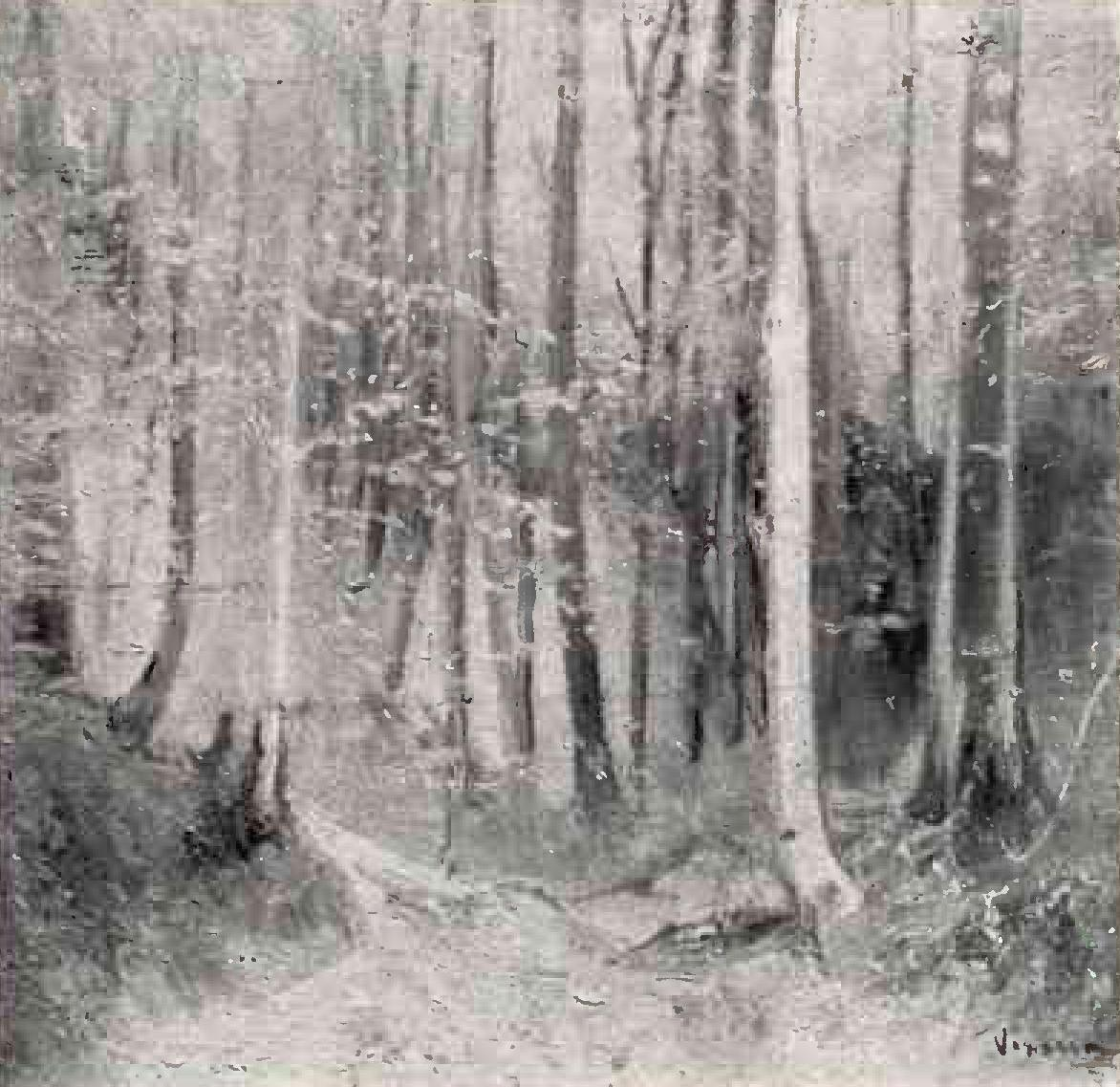
Arthur Verona
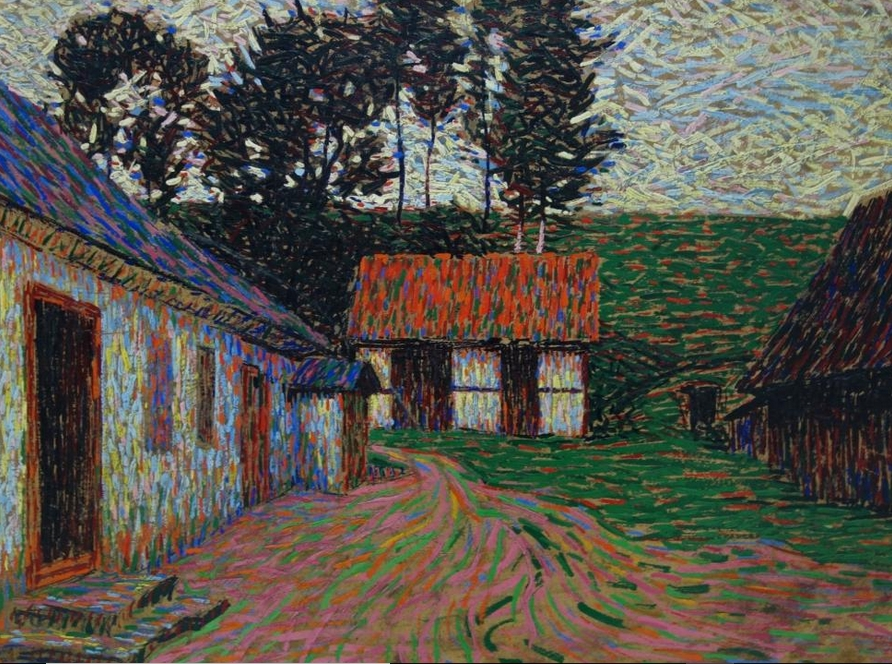
Arthur Segal
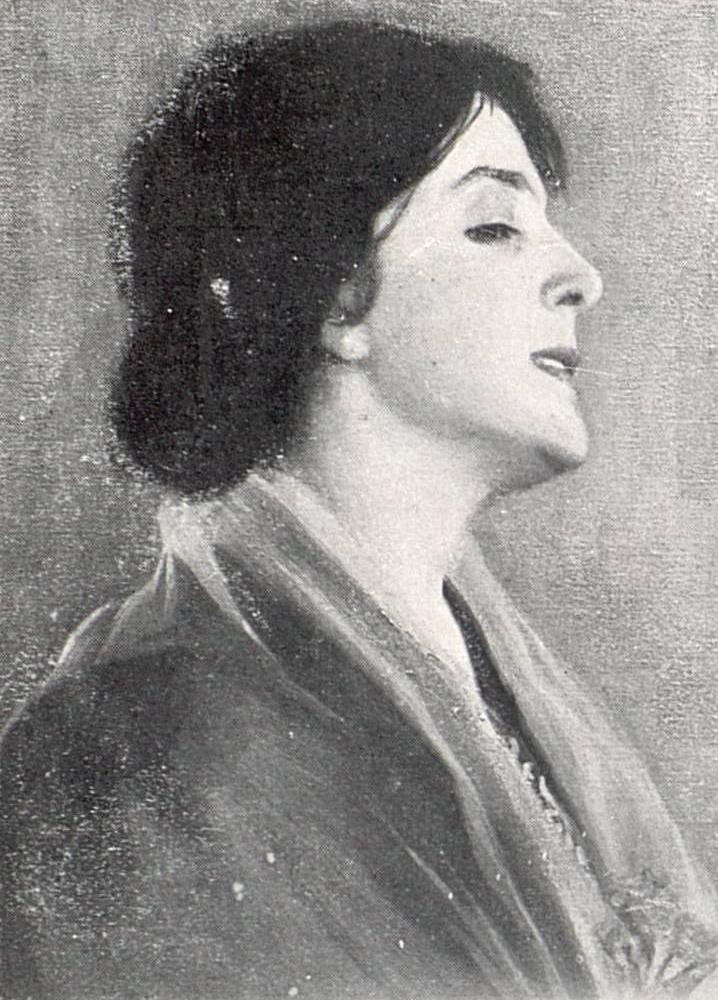
Artachino
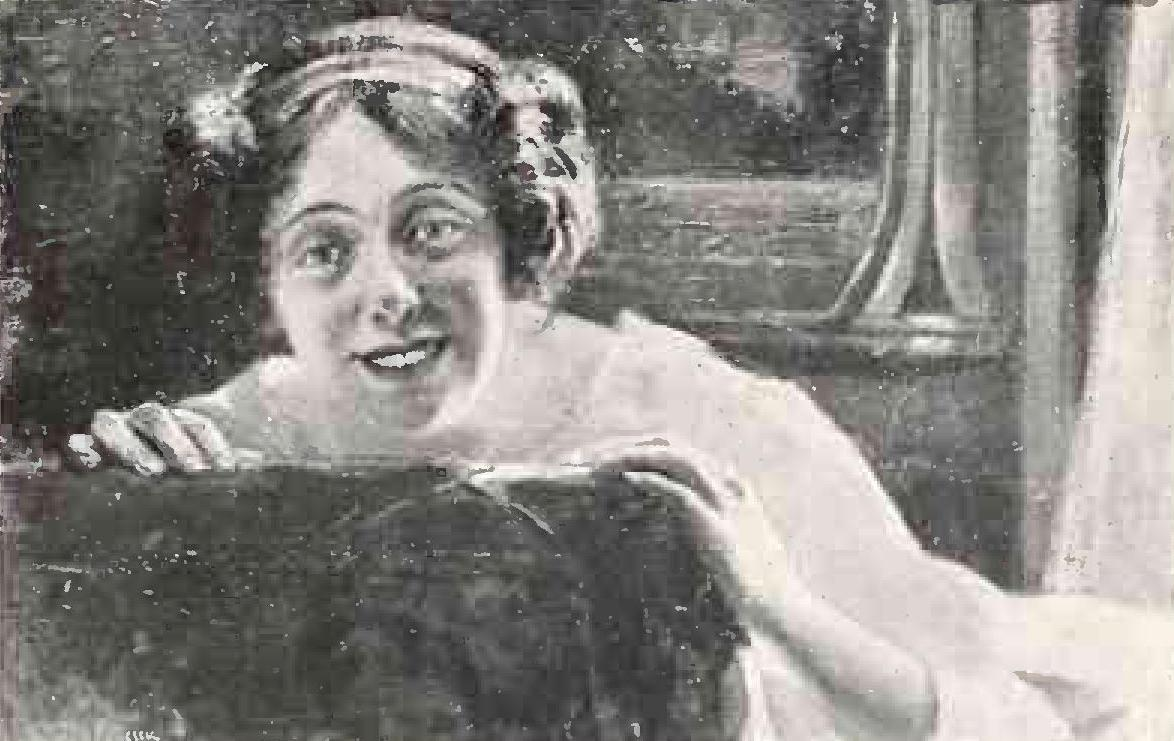
Costin Petrescu
Steriadi
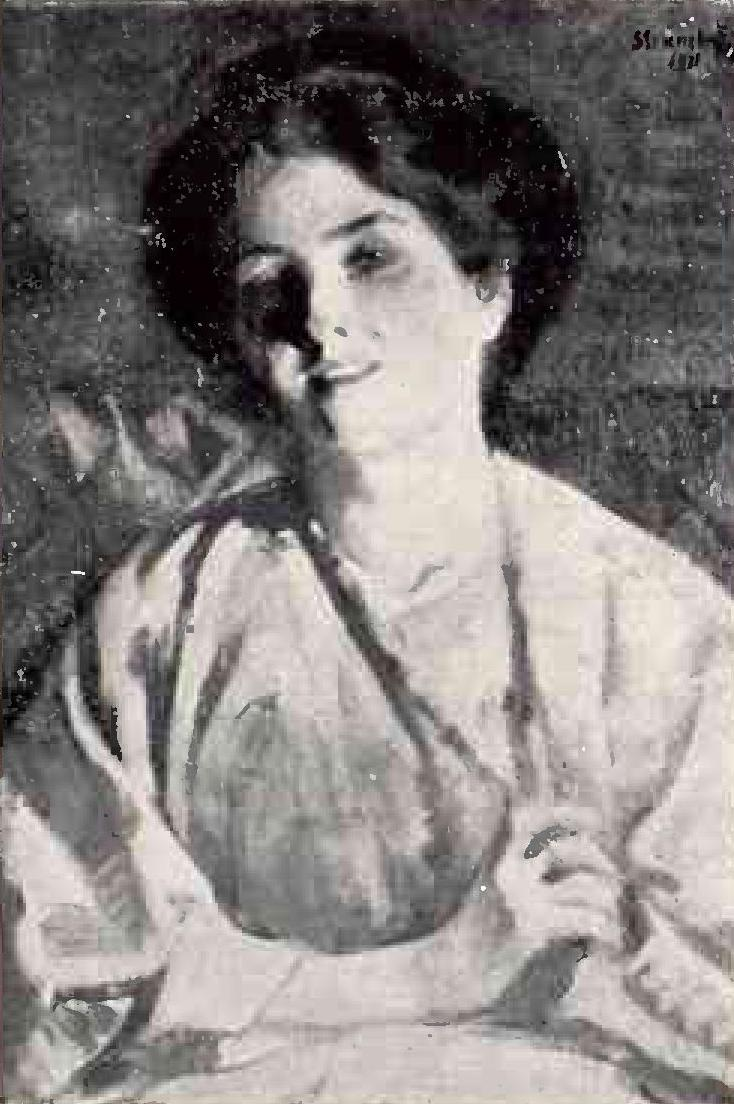
Ipolit Strâmbu
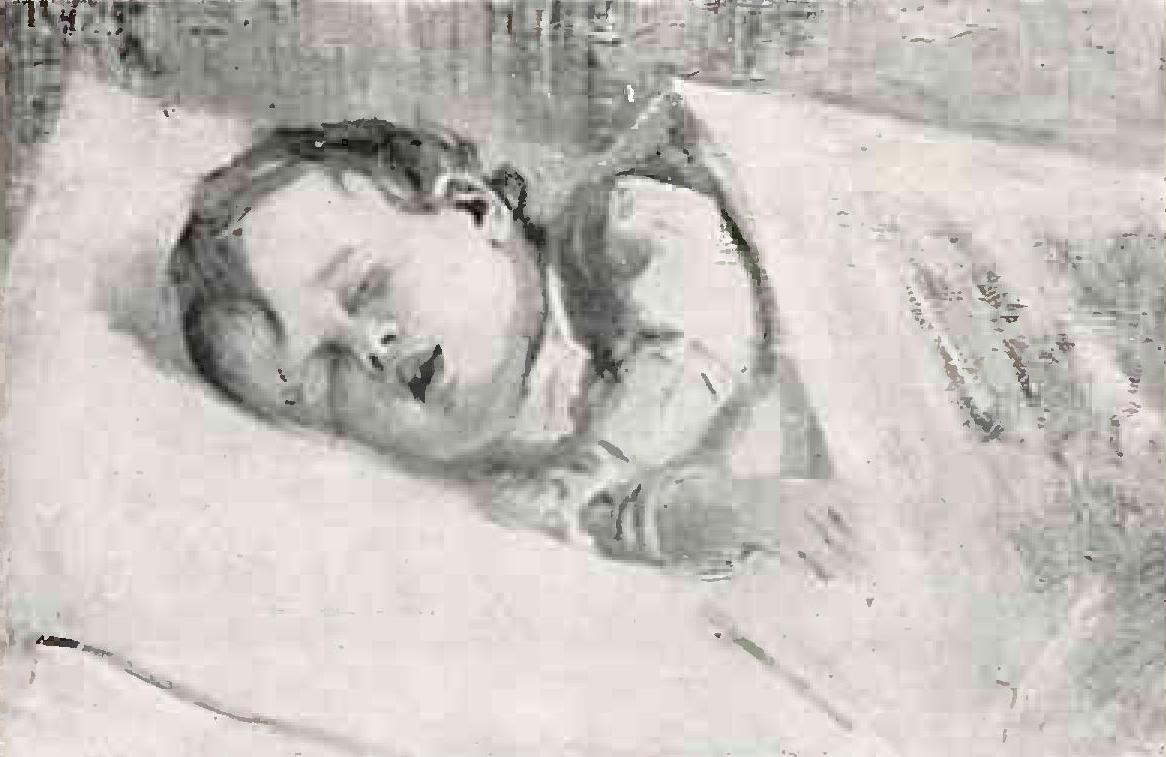
Ion Țincu
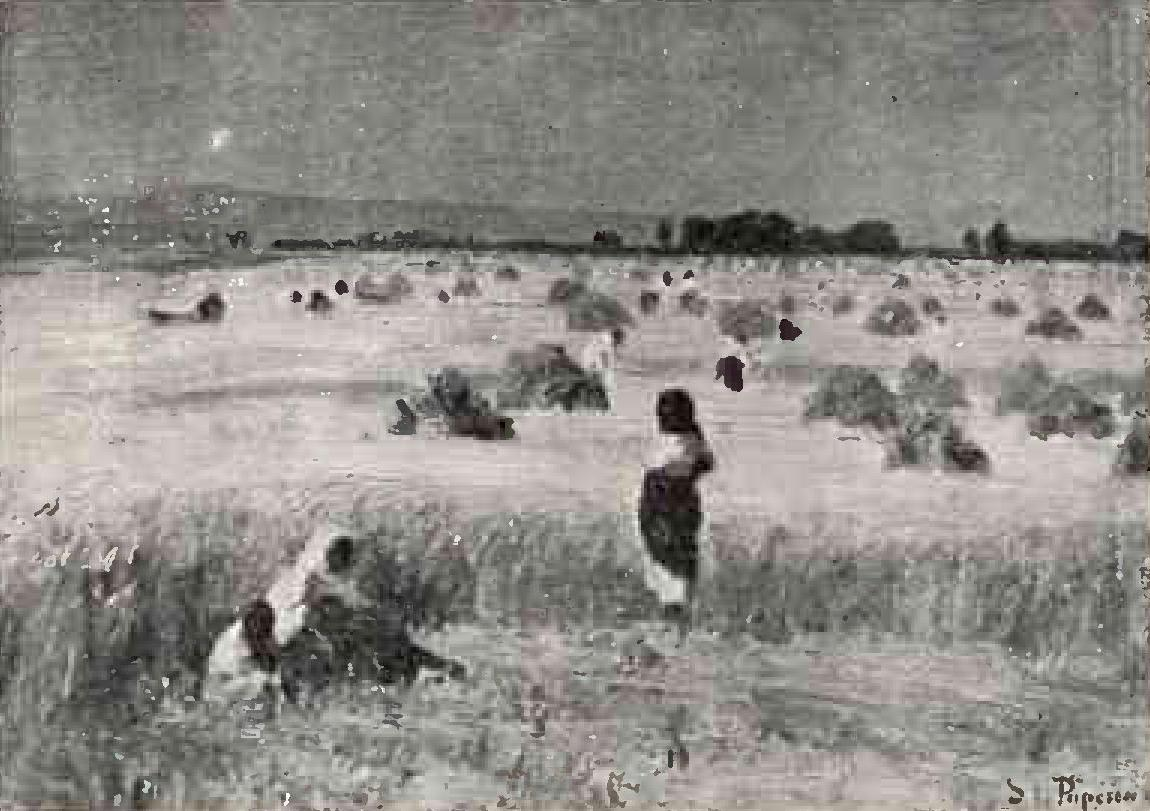
Ștefan Popescu
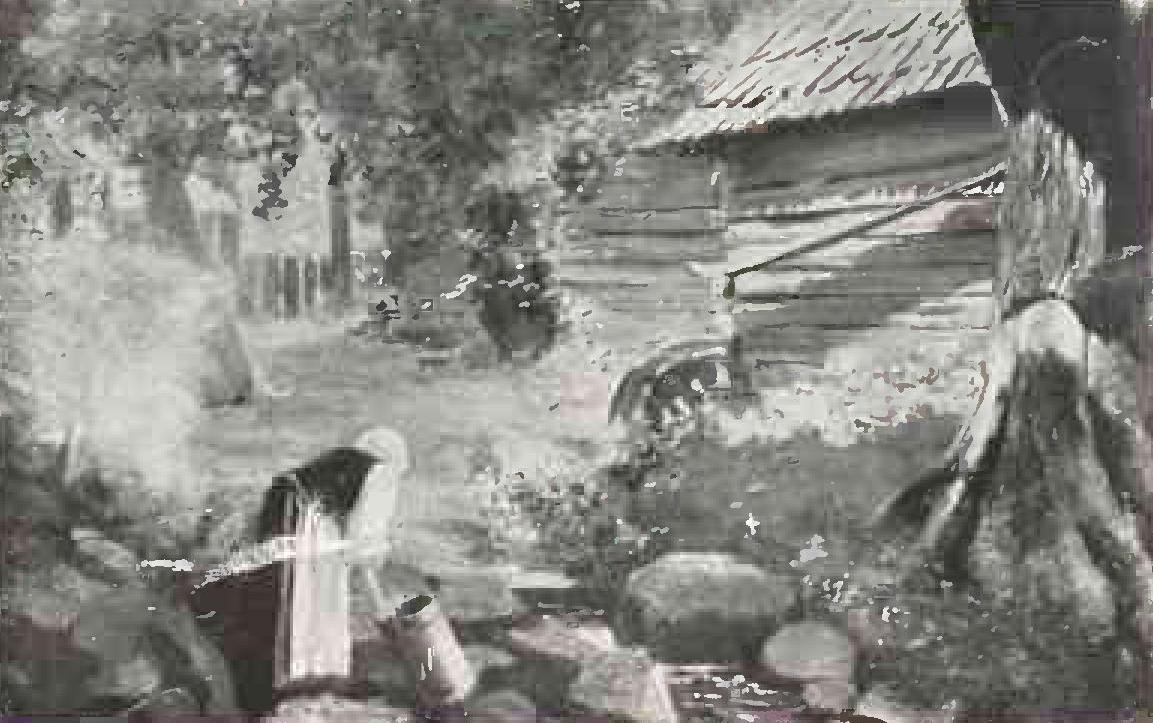
Canisius